# ويليام أ. إيمرسون
ويليام أ. إيمرسون (بالإنجليزية: William A. Emerson)‏ هو شخصية أعمال أمريكي، ولد في 13 يوليو 1921، وتوفي في 10 مايو 2017.